# シトロエン・Cクロッサー
Cクロッサー (C-Crosser)は、シトロエンが三菱・アウトランダーをベースに共同で開発したSUV。プジョーにも4007という兄弟車がある。

## 概要
2007年のジュネーブモーターショーで発表し、同年夏に発売されたSUV。
フロントはシトロエンのデザインを踏襲、リアは三菱・アウトランダーと大きな差異はない。ボディやシャーシは三菱製の4WD、サスペンションなどはPSA・プジョーシトロエンの独自開発。エンジンはフォードとPSAと共同開発した2.2L HDiのディーゼルエンジンと三菱製のガソリンエンジンを搭載。
Cクロッサーの名称は2001年のフランクフルトモーターショーに出品した同社のコンセプトカーから来ている。
2012年に生産を終了し、三菱・RVRベースの「C4エアクロス」が後継車種となっている。